# Bergmann 1896
La Bergmann 1896 era una pistola semiautomática del siglo XIX desarrollada por el diseñador alemán Louis Schmeisser y fabricada por la firma  Bergmanns Industriewerke de Suhl .

## Historia y desarrollo

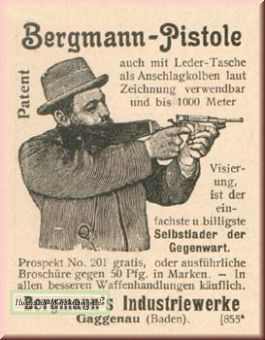
Cartel publicitario de la Bergmann 1896.

Un arma contemporánea de las pistolas Mauser C96 y Borchardt C-93, la Bergmann 1896 no obtuvo el mismo éxito, aunque posteriormente Theodor Bergmann diseñó uno de los primeros subfusiles eficaces y exitosos, el MP18.
Los cartuchos empleados en las primeras pistolas Bergmann no tenían ranura de extracción y montaban balas puntiagudas para evitar atascos. Sin embargo, las pistolas posteriores tenían extractores mecánicos y cartuchos con ranuras de extracción. La Bergmann 1896 tenía un cargador interno fijo de cinco cartuchos.

## Los prototipos M1893 y M1894
La pistola original patentada en 1893, disparaba un cartucho sin pestaña que montaba una bala de 8 mm. Las variantes designadas como M1893 y M1894 fueron probadas y rechazadas por los ejércitos de Suiza, Alemania y Bélgica. El diseño de la pistola Bergmann M1896 incluyó mejoras para corregir las desventajas registradas en aquellas pruebas.

## M1896 de serie
Mientras que los primeros modelos fueron fabricados por Louis Schmeisser, la M1896 fue producida bajo licencia por Charles V. Schilling de Suhl. La M1896 fue producida en tres calibres distintos. Se fabricaron aproximadamente 2.000 pistolas Bergmann M1896 No. 2, que disparaban el cartucho 5 x 15 Bergmann. Se fabricaron aproximadamente 4.400 pistolas Bergmann M1896 No. 3, que disparaban el cartucho 6,5 x 22 Bergmann, así como 200 o 300 pistolas Bergmann M1896 No. 4 que disparaban el cartucho 8 x 22 Bergmann.

## M1897 mejorada
Con el éxito comercial y las ventas en el mercado civil de la M1896, Bergmann le hizo modificaciones adicionales con la esperanza de obtener contratos militares. La Bergmann M1897 era un modelo más resistente, con un cañón encamisado y alza ajustable hasta 1.000 m. Esta pistola disparaba el nuevo cartucho 7,8 mm Bergmann y el cambio más obvio era un cargador extraíble de 10 cartuchos, que se insertaba en un brocal situado delante del gatillo. El cargador podía ser llenado mediante un peine. La mayor parte de estas pistolas fueron vendidas con un culatín ahuecado. Unas cuantas tenían cañones de 300 mm de longitud y podrían tener la culata y guardamanos de una carabina, o un culatín desmontable de madera. Bergmann no logró obtener contratos militares, mientras que la similar Mauser C96 ganó una buena parte de las ventas en el mercado civil. La producción de la Bergmann M1897 cesó después de haberse producido aproximadamente 1.000 pistolas.

## En ficción
La pistola láser utilizada por el protagonista de la serie de televisión El Mandaloriano (2019), está basada en la Bergmann M1894 n.º 1.
La Bergmann M1896 No. 3 aparece en el videojuego Hunt: Showdown con el nombre de "Bornheim No. 3". Tiene tres variantes: la pistola estándar, otra con cargador fijo de ocho cartuchos y una pistola-carabina con culatín fijo de alambre.